# Limnophila (Limnophila) acuspinosa
Limnophila (Limnophila) acuspinosa is een tweevleugelige uit de familie steltmuggen (Limoniidae). De soort komt voor in het Australaziatisch gebied.